# Rhytidoponera strigosa
Rhytidoponera strigosa är en myrart som först beskrevs av Carlo Emery 1887.  Rhytidoponera strigosa ingår i släktet Rhytidoponera och familjen myror. Inga underarter finns listade i Catalogue of Life.

## Bildgalleri

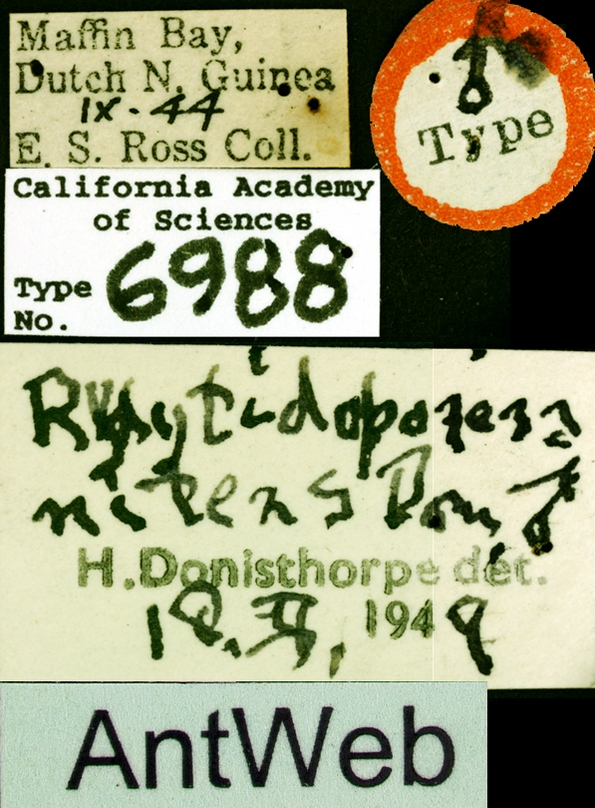
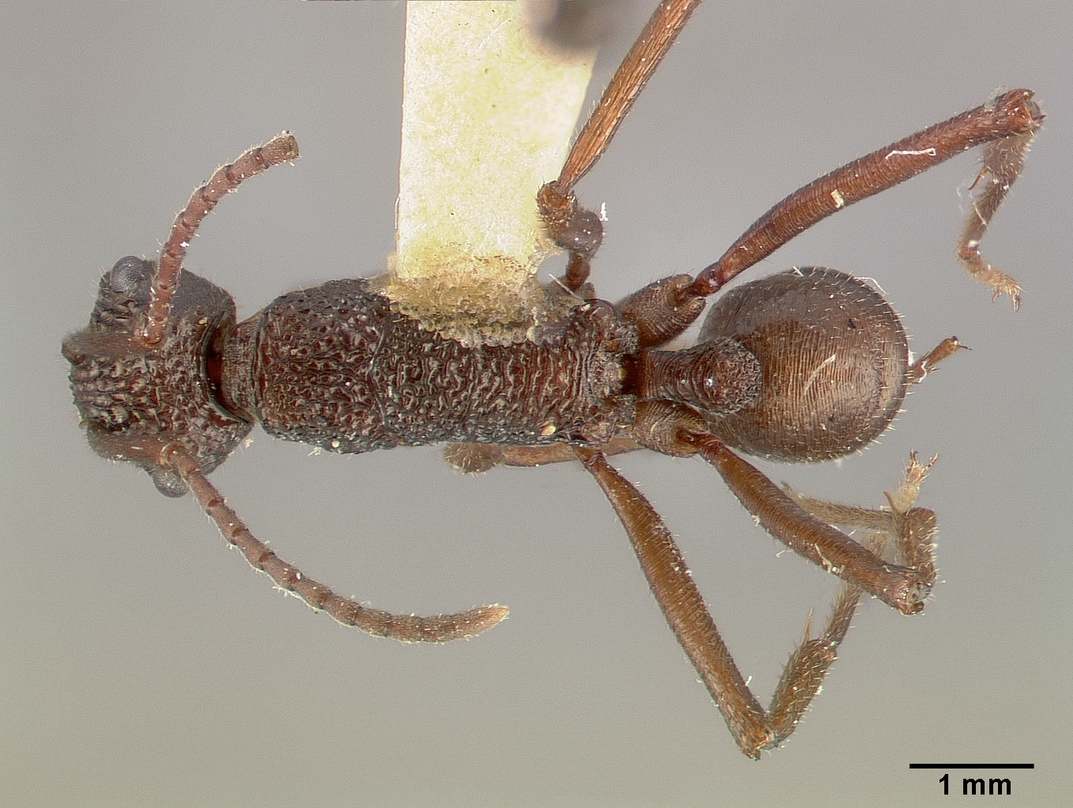
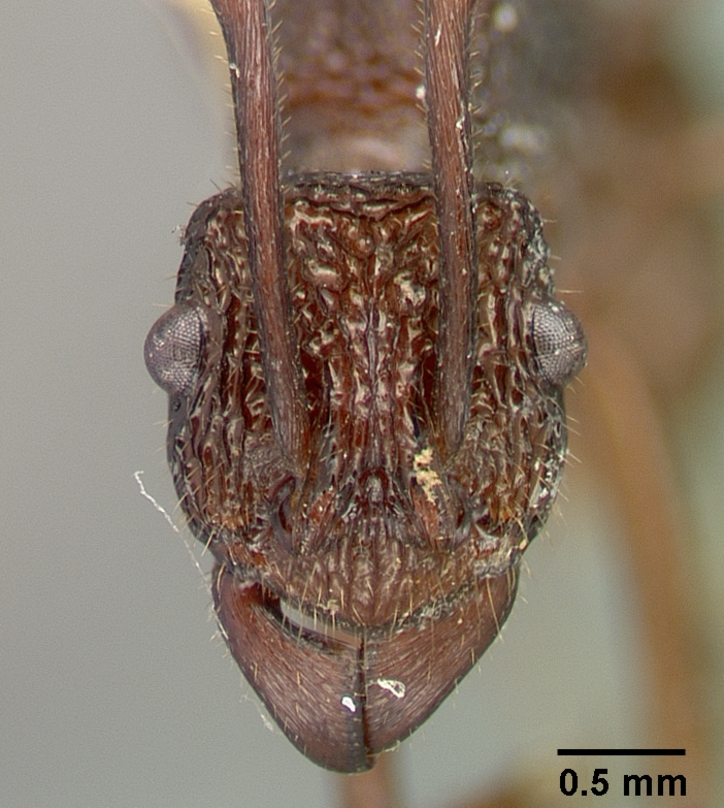
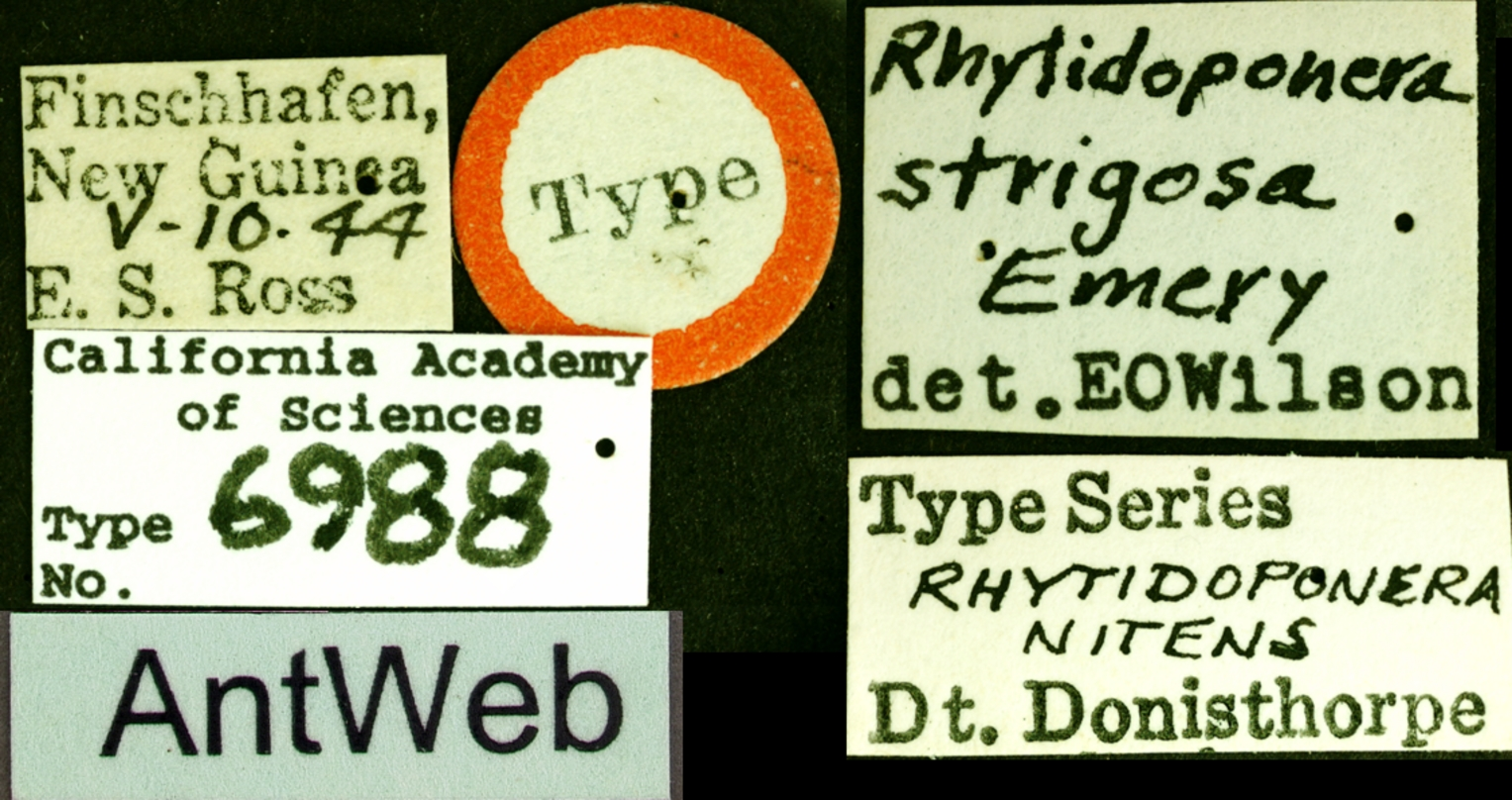
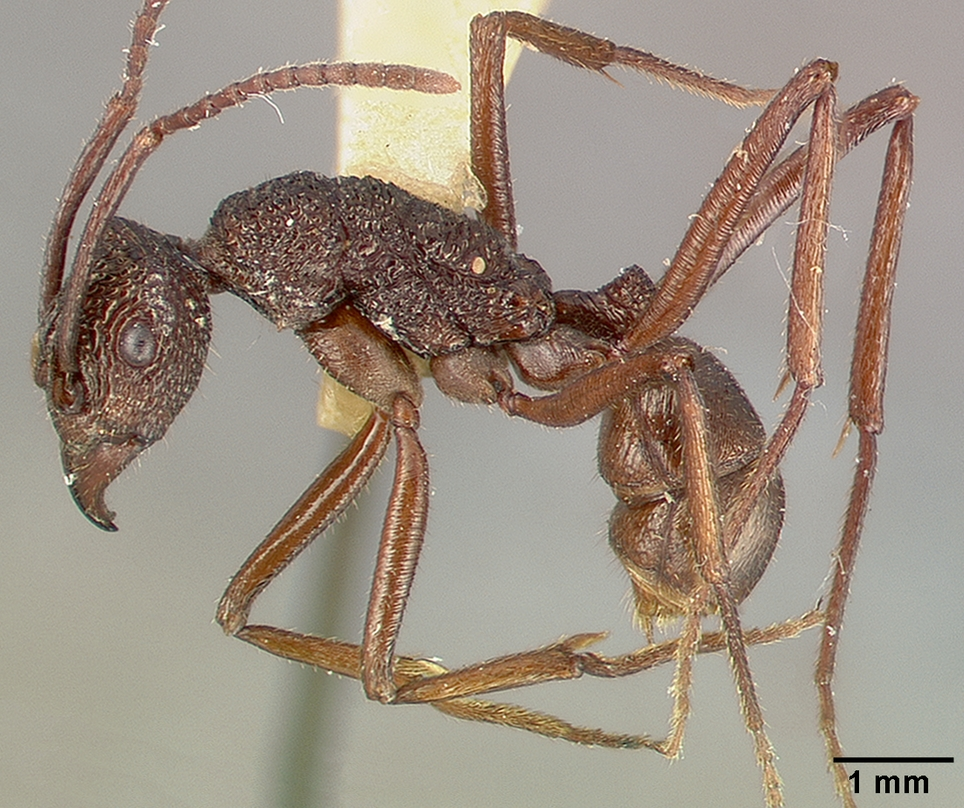
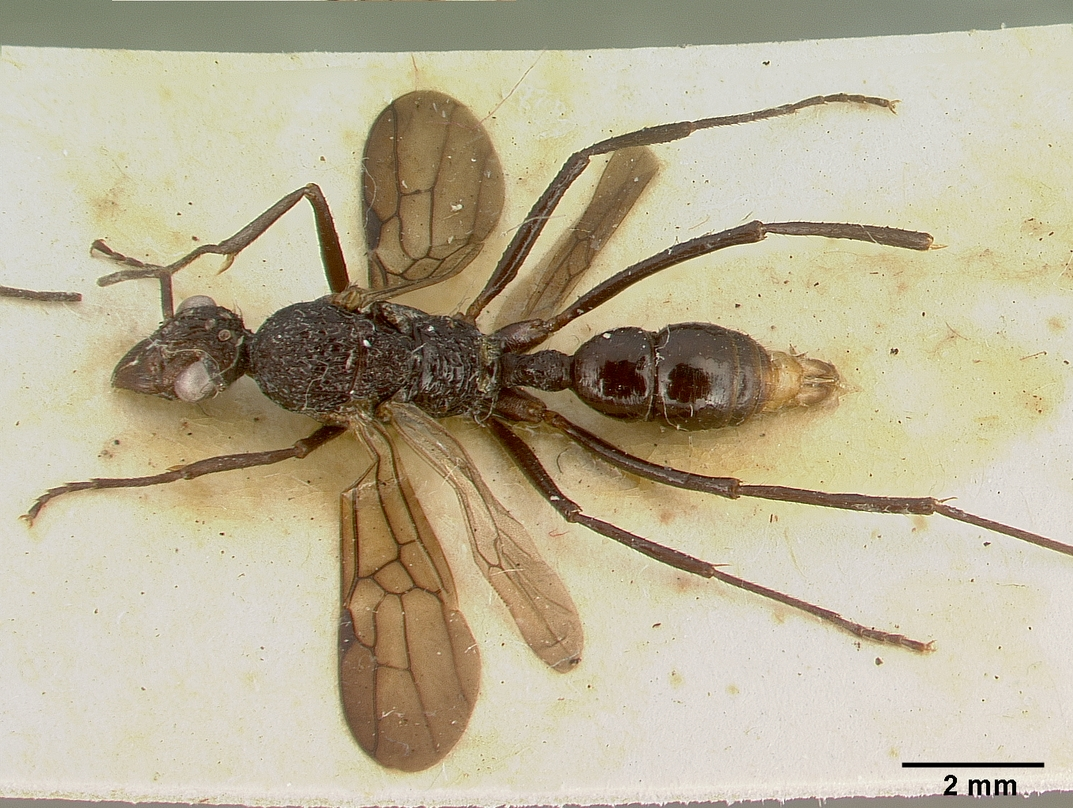